# Megati
Megati is een bestuurslaag in het regentschap Tabanan van de provincie Bali, Indonesië. Megati telt 2593 inwoners (volkstelling 2010).